# جان جيرو (رياضياتي)
جان جيرو (بالفرنسية: Jean Giraud)‏ هو رياضياتي فرنسي، ولد في 2 فبراير 1936، وتوفي في 28 مارس 2007.